# Wolf (album de Tyler, The Creator)
Pour les articles homonymes, voir Wolf.
Albums de Tyler, The Creator
Goblin
(2011) Cherry Bomb
(2015)
Singles
1. Domo23
Sortie : 14 février 2013
2. Bimmer
Sortie : 2013

Wolf est le deuxième album studio de Tyler, The Creator, sorti le 2 avril 2013.
Entièrement produit par Tyler, The Creator, cet album comprend de nombreux featurings parmi lesquels on retrouve des membres d'Odd Future (Frank Ocean, Mike G, Domo Genesis, Left Brain, Hodgy Beats, Jasper Dolphin, Taco, Earl Sweatshirt, L-Boy) mais également Pharrell Williams ou encore Lætitia Sadier et Erykah Badu.
L'opus a été plutôt bien accueilli par la critique, le site Metacritic lui attribuant la note de 78 sur 100.
HipHopDX a classé Wolf parmi les « 25 meilleurs albums de l'année 2013 » et le magazine The Source à la quatrième place des « 10 meilleurs albums de 2013 ».
Cet album-concept raconte l'histoire de Wolf qui est envoyé au Camp "FLOG GNAW" par ses parents. Il y rencontre Sam qui lui interdit de parler avec sa petite-amie, "Salem". Mais Wolf ne l'écoute pas et traine avec Salem.... une guerre commence entre les deux jeunes hommes.

## Liste des titres
| No  | Titre                                                                                        | Contient un (des) sample(s) de                    | Durée |
| --- | -------------------------------------------------------------------------------------------- | ------------------------------------------------- | ----- |
| 1.  | Wolf                                                                                         |                                                   | 1:51  |
| 2.  | Jamba (featuring Hodgy Beats)                                                                |                                                   | 3:32  |
| 3.  | Cowboy                                                                                       |                                                   | 3:15  |
| 4.  | Awkward (featuring Frank Ocean)                                                              |                                                   | 3:47  |
| 5.  | Domo23                                                                                       |                                                   | 2:41  |
| 6.  | Answer                                                                                       |                                                   | 3:50  |
| 7.  | Slater (featuring Frank Ocean)                                                               |                                                   | 3:53  |
| 8.  | 48                                                                                           |                                                   | 4:07  |
| 9.  | Colossus                                                                                     |                                                   | 3:33  |
| 10. | PartyIsntOver/Campfire/Bimmer (featuring Lætitia Sadier et Frank Ocean)                      |                                                   | 7:19  |
| 11. | IFHY (featuring Pharrell Williams)                                                           |                                                   | 5:20  |
| 12. | Pigs                                                                                         |                                                   | 4:14  |
| 13. | Parking Lot (featuring Casey Veggies et Mike G)                                              |                                                   | 3:55  |
| 14. | Rusty (featuring Domo Genesis et Earl Sweatshirt)                                            |                                                   | 5:11  |
| 15. | Trashwang (featuring Na'kel, Jasper Dolphin, Lucas, L-Boy, Taco, Left Brain et Lee Spielman) |                                                   | 4:42  |
| 16. | Treehome95 (featuring Coco O. et Erykah Badu)                                                |                                                   | 3:01  |
| 17. | Tamale                                                                                       | Sam Is Dead de Tyler, the Creator et Domo Genesis | 2:46  |
| 18. | Lone                                                                                         | Jornada de Wilson Das Neves                       | 3:56  |